# Congolezen in Nederland
De Congolezen in Nederland (ook wel Congolese Nederlanders) vormen een van de kleinere migrantengroepen in het land.
Vooral vanaf het midden van de jaren negentig kwamen mensen uit de Democratische Republiek Congo als asielzoekers naar Nederland. Sinds 1994 wordt er gevochten tussen talloze gewapende groeperingen en regeringstroepen. het hoogste aantal kwam in 2001: 750 mensen. Daarna daalde het aantal en lag vanaf 2004 rond de 200 per jaar. Door de aanhoudende onveiligheid in Oost-Congo, maar ook door een gebrek aan medewerking van de Congolese autoriteiten is terugkeer problematisch en beperkt.
In 2005 telde het CBS 8.337 Congolezen in Nederland, waarvan twee derde in de eerste generatie en 34% in de tweede. Het aantal naturalisaties ligt sinds 2003 op ongeveer 50 mensen per jaar. Er zijn ongeveer 350 personen met een dubbele nationaliteit.
De in Congo geboren populatie bestond voornamelijk uit asielzoekers: 75% was voor asiel naar Nederland gekomen; 14% via gezinshereniging. Dit beïnvloede ook andere demografische gegevens. Zo was de verhouding mannen/vrouwen licht scheef, aangezien mannen meestal eerst in een land aankomen en dan hun familie overbrengen. Nog in 2005 was een kleine meerderheid (53%) van de Congolezen in Nederland mannelijk. Hun aandeel was in het begin van de migratie nog groter, maar is in de loop van de tijd afgenomen. Ook leefden zij vrij verspreid over het land, omdat asielzoekers na statusverlening over heel Nederland uitgeplaatst werden. Net als bij alle andere migrantengroepen bestond er echter een neiging om naar de Randstad te trekken.
De meeste Congolezen in Nederland spreken Nederlands, Frans en/of een van de vele talen uit hun thuisland.